# Eremo della Madonna di Coccia
L'eremo della Madonna di Coccia è un edificio religioso che si trova nel comune di Campo di Giove, nei pressi della seggiovia "Le Piane – Guado di Coccia", all'interno del parco nazionale della Maiella.

## Storia
L'eremo si trova lungo la mulattiera che collega Campo di Giove con Palena, passando per il valico di guado di Coccia, e costituisce un esempio di chiesa-rifugio-stazzo. Si hanno poche notizie storiche sull'eremo, ma si ritiene che sia stato fatto edificare dal futuro papa Celestino V nel XIII secolo, sebbene l'unica data certa sia quella incisa nell'architrave del restauro del 1748, probabilmente dopo essere stata danneggiata nel 1706 dal terremoto della Maiella. Notizie più recenti collegano il sentiero alla fuga dei prigionieri dal campo di internamento di Sulmona, diretti al valico per superare la linea Gustav. Legato sempre a queste vicende, sul valico si trova il cippo dedicato ad Ettore De Corti, ucciso dai tedeschi mentre tentava di superare la linea del fronte. Nel 2009 la chiesa è stata sottoposta a lavori di restauro attuati dall'ente gestore del parco nazionale della Maiella.

## Descrizione

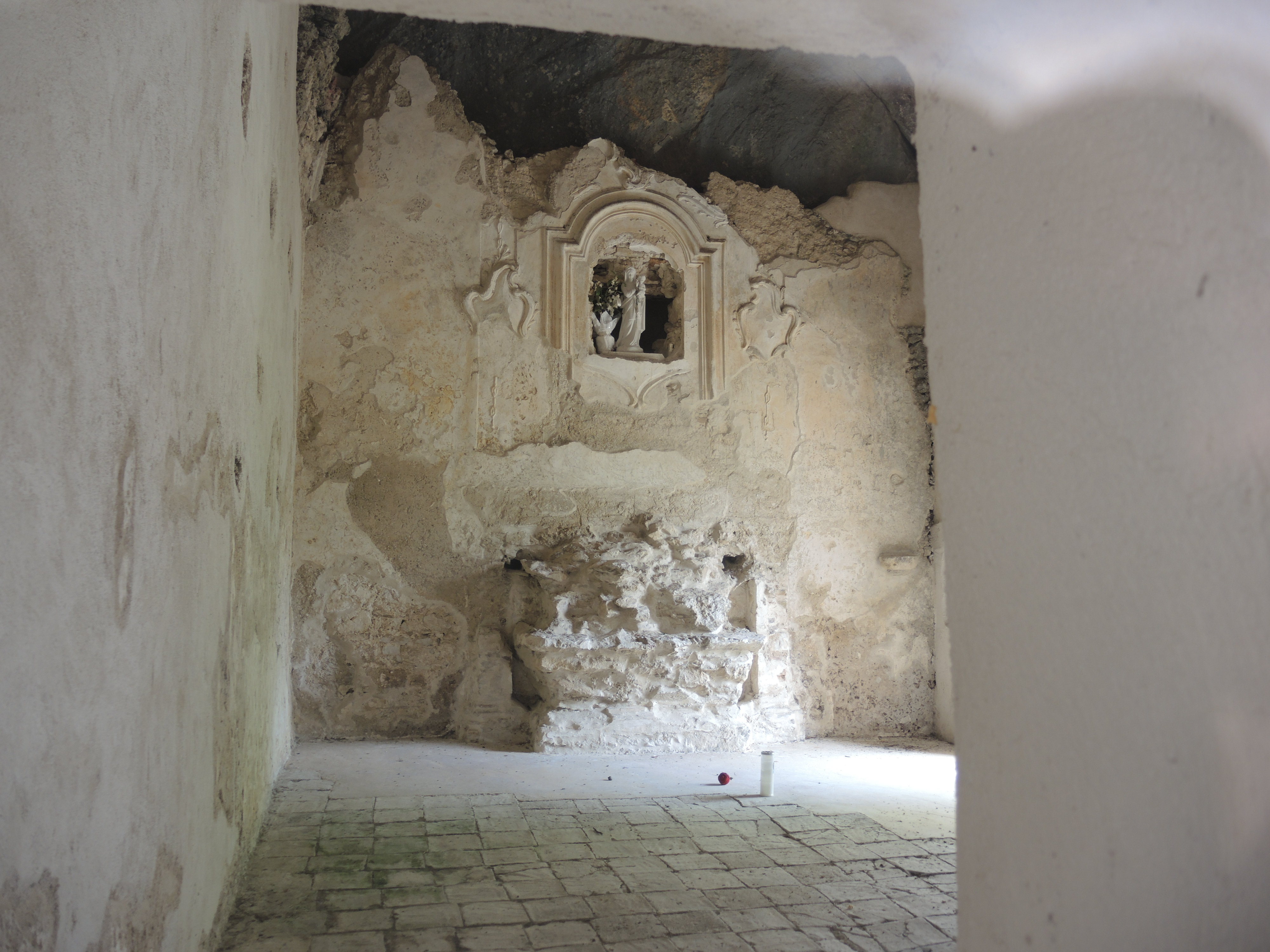
Interno della chiesa. Sulla parete di fondo sono ben visibili i resti dell'altare con sopra il bassorilievo della Madonna col Bambino

L'intera costruzione è costituita da due corpi appoggiati ad una roccia lungo un ripido pendio: in alto si trova la chiesa e più in basso i resti di una zona abitativa. La chiesa è rettangolare e possiede sulla facciata due finestre ed un portone di accesso, sul quale architrave a forma di lunetta si trova l'iscrizione che ricorda il restauro:
(Incisione latina presente nel portale)
Sulla parte superiore delle finestre si trova invece la scritta:
(Incisione latina presente sulla parte superiore delle finestre)
L'interno della chiesa è spoglio. Sulla parete di fondo, al di sopra dei resti dell'altare, si notano i fregi e la cornice che ospitava un bassorilievo della Madonna col Bambino.
L'abitazione vicino alla chiesa si articolava su due piani. È allo stato di rudere, ma si conservano i resti delle mura perimetrali. Al primo piano vi erano due stanze prive di finestre, adibite a stalla o legnaia, mentre il piano superiore, pavimentato in mattonelle in cotto, veniva utilizzato come dormitorio.